# Iuga moldvai fejedelem
Iuga moldvai fejedelem (14. század – 1400. július 19.[forrás?]) Moldva fejedelme volt 1399. november és 1400. június között. A román szakirodalomban szerepel Iurg vagy Iurie néven is, mellékneve Ologul azaz Sánta. Egyes feltételezések szerint azonos Koriatowic György litván herceggel. Más feltételezés szerint I. Roman moldvai fejedelem fia egy ismeretlen nevű, talán litván származású feleségtől, akit hasonló neve és származása miatt tévesztettek össze a litván herceggel. A Sánta melléknév csak a putnai kolostor krónikájában fordul elő, amelyet a 16. század elején állítottak össze, de a név eredete ismeretlen.

## Élete
Iuga Ologul I. Roman moldvai fejedelem és Anastasia Mușat második fiaként született. Egyes források szerint pár hónapig uralkodott, más források szerint két évig.
A történelmi forrásokban keveredik Sánta Iuga és  Koriatowic György litván herceg alakja. Ez annak tulajdonítható, hogy a Iuga név a Jurij helyileg adaptált változata. Feltételezhetően Iuga a litván hercegről kapta a nevét, mivel édesanyja, I. Roman felesége litván hercegnő volt, rokona a Podóliában uralkodó Korjatov családnak.
Iugának két fivére volt, Mihály és István (utóbbi I. István néven előtte uralkodott 1394–1399 között), valamint két féltestvére apja második házasságából: Sándor (a későbbi I. Sándor moldvai fejedelem és Bogdan.

## Uralkodása
A források többsége úgy véli, hogy Iuga még fivére, I. István halála előtt került a trónra; fivére feltehetőleg egészségügyi okok miatt vonult vissza. Szintén feltételezik, hogy I. István azért jelölte ki Iugát utódjául, mivel saját gyermekei, Bogdan és István, túl fiatalok voltak az uralkodáshoz, és a nagy hatalommal rendelkező bojárok saját jelöltet választottak volna.
Rögtön uralkodása kezdetén vféltestvére, Sándor támadt ellene, aki apjuk halálakor I. Mircea havasalföldi fejedelem oltalmába menekült. A korabeli dokumentumok szerint Mircea hadsereggel vonult Moldvába, és Sándort tette meg uralkodónak. Iugát túszként Havasalföldre vitték, és ott is hunyt el. Valószínűleg Havasalföldön temették el, de sírhelye ismeretlen.
Nős ember volt, de feleségének neve nem ismert. 

## Fordítás
- Ez a szócikk részben vagy egészben  az   Iuga of Moldavia című angol Wikipédia-szócikk ezen változatának fordításán alapul.  Az eredeti cikk szerkesztőit annak laptörténete sorolja fel. Ez a jelzés csupán a megfogalmazás eredetét és a szerzői jogokat jelzi, nem szolgál a cikkben szereplő információk forrásmegjelöléseként.